# 義城駅
義城駅（ウィソンえき）は、大韓民国慶尚北道義城郡にある韓国鉄道公社の駅である。

## 利用可能な路線
- 韓国鉄道公社
  - 中央線

## 駅構造
- 島式ホーム1面2線の地上駅。

## 駅周辺
- 義城郡庁
- 義城市外バスターミナル
- 義城初等学校
- 義城女子中学校
- 義城ユニテック高等学校
- 義城高等学校
- 義城郵便局
- 大邱地方裁判所義城支院
- 慶尚北道教育庁義城図書館
- 義城警察署
- 義城邑事務所
- 義城総合運動場

## 歴史
- 1940年3月1日：開業[1]。
- 1976年1月1日：民間用無煙炭到着取扱駅に指定。
- 1990年12月21日：現駅舎竣工。
- 2015年5月29日：貨物取扱中止[2]。

## 隣の駅
韓国鉄道公社
中央線
安東駅 - 義城駅 - 軍威駅